# Porúbka (Žilina)
Porúbka (in ungherese Túrirtovány) è un comune della Slovacchia facente parte del distretto di Žilina, nella regione omonima.